# تون ريختر
تون ريختر (بالهولندية: Ton Richter)‏ هو لاعب هوكي الحقل هولندي، ولد في 16 نوفمبر 1919 في بلاريكوم في هولندا، وتوفي في 10 أغسطس 2009 في هيلفرسوم في هولندا.

## وصلات خارجية
- تون ريختر على موقع أوليمبيديا (الإنجليزية)